# La Caleta (distrito)
O Distrito peruano de La Caleta é um dos treze distritos que forman a Província de Santa, situada em Ancash, pertenecente a Região de Ancash.